# Пуже, Франсуа
Франсуа Рене Кайю, более известный, как Франсуа Пуже (фр. François René Cailloux или фр. François Pouget; 1767—1851) — французский военный деятель, бригадный генерал (1809 год), барон (1808 год), участник революционных и наполеоновских войн.

## Биография
Родился в семье медика Франсуа Кайю, или Пуже (фр. François Cailloux, dit Pouget; ок.1740—1778), который был хирургом короля Польши и его супруги Барб Тьери (фр. Barbe Thiery; ок.1740—1822).
21 августа 1791 года начал военную службу и был избран капитаном 4-го батальона волонтёров департамента Мёрт. Сражался в рядах Мозельской и Рейнско-Мозельской армий. Отличился при осаде Тионвиля, где враг захватил Фрейшевиллер, но Пуже смог выгнать его из деревни во главе своей роты, и потерял лошадь, убитую под ним. 21 декабря 1793 года стал помощником полковника штаба, и служил в качестве начальника штаба дивизии генерала Тапонье. Сражался при Висамбуре, участвовал в захвате Вормса, Трира, Пфальца, Кобленца и Люксембурга. 10 июля 1794 года на поле сражения при Трибштадте, где захватил 4 пушки и 1 гаубицу, и потерял ещё одного коня, был награждён народными представителями чином командира батальона штаба. В результате реформы, 3 июля 1795 года был отправлен в отставку народным представителем Обри.
1 сентября 1795 года женился в Везлизе на Анне Мюнье (фр. Anne Catherine Charlotte Munier; 1777—1862), от которой имел четверых детей: сын Шарль (фр. Charles François René Cailloux, dit Pouget; 1796—1870), сын Шарль-Жозеф (фр. Charles-Joseph Cailloux, dit Pouget; 1799—1875), дочь Шарлотта (фр. Charlotte Louise Catherine Cailloux, dit Pouget; 1810—1908) и дочь Барб (фр. Barbe Renée Amélie Cailloux, dit Pouget; 1811—1866).
21 декабря 1798 года возвратился к активной службе с чином командира батальона и назначением в штаб Внутренней армии. В 1800 году определён в состав Английской армии на побережье Кальвадоса. 3 ноября 1803 года произведён в майоры, и назначен заместителем командира 62-го полка линейной пехоты.
1 февраля 1805 года дослужился до звания полковника, и возглавил 26-й полк лёгкой пехоты в рядах 3-й пехотной дивизии генерала Леграна в лагере Сент-Омер. С 29 августа 1805 года служил в 4-м корпусе маршала Сульта Великой Армии. Принимал участие в кампаниях 1805-07 годов. 2 декабря 1805 года храбро и умело оборонял на протяжении шести часов Тельниц, от которого зависела судьба битвы при Аустерлице. Наполеон, чтобы предоставить ему награду, достойную только что оказанной им услуги, вручает Пуже 24 декабря 1805 года крест коммандана Почётного легиона, хотя полковник был только легионером. 6 ноября 1806 года он способствовал взятию Любека. Вот как выражается по этому поводу 29-й бюллетень: «Корсиканские стрелки, стрелки По и 26-й полк лёгкой пехоты, составлявшие авангард дивизии генерала Леграна, которые ещё не участвовали в этой кампании и которым не терпелось помериться силами с неприятелем, маршируют с молниеносной быстротой: редуты, бастионы, рвы, всё перейдено, и корпус маршала Сульта входит в ворота Муллена. Напрасно пытался враг защищаться на улицах, на площадях; его преследовали повсюду. Все улицы, все площади были усеяны трупами: 400 пленных, 60 орудий, несколько генералов, множество убитых или взятых в плен офицеров, таков итог этого прекрасного дня». 6 февраля 1807 года при Хоффе его полк почти в одиночку выдержал бой с русскими и заслужил похвалы Императора: «26-й совершил на моих глазах чудеса доблести». В ходе боя полк потерял 38 офицеров и 730 нижних чинов убитыми и ранеными, а сам полковник получил несколько пуль, застрявших в шляпе и пальто. 7 и 8 февраля в Эйлау он вёл себя с такой же храбростью, особенно 7-го, в ночном бою, чтобы освободить город как раз в тот момент, когда в него вошел Император. 10 июня 1807 года занял укрепления в Гейльсберге, и был ранен картечной пулей в бедро, убившей его лошадь, но не стал покидать свой полк. Участвовал в Австрийской кампании 1809 года. 3 мая состоялся захват Эберсберга. После знаменитого дня в Экмюле генерал Гиллер удалился в маленький городок Эберсберг, возвышавшийся амфитеатром над Трауном и защищённый укрепленным замком. Генерал Клапаред внимательно следует за ним, достигает его арьергарда, пересекает 400-метровый мост и располагается в домах в нижней части города. К нему немедленно присоединились маршал Массена и генералы Легран и Ледрю дез Эссар. Но Гиллер утвердился на высотах и бросил в замок 400-500 человек. Массена не мог надеяться заставить его занять свою позицию с одной только дивизией Клапареда, и поэтому он послал нескольких офицеров, чтобы ускорить марш бригады Ледрю дез Эссара, 26-й полк которой возглавлял колонну. Этот полк подходит к мосту, который простреливается австрийской батареей, решительно вступает там в бой и бегом достигает другого берега. Генерал Ледрю дез Эссар подводит полковника Пуже ко входу в узкий переулок и говорит ему: «Эта дорога ведёт к замку, иди туда и атакуй». Полковник встал во главе карабинеров своего первого батальона и в сопровождении сапёров поднялся по указанному пути. Вскоре он выходит на небольшую площадь и видит перед собой замок, примерно в 25 метрах дверь находится в конце узкой крытой дорожки. Он атакует. Сопротивление яростное. Карабинеры проникают на площадь через окна подвала, через различные проёмы, через дверь, которую сапёрам, наконец, удаётся взломать. Осаждённые сдают замок и остаются во власти французских войск, после боя, длящегося не менее полутора часов. Таким образом, этот дерзкий удар, нанесённый с такой храбростью и умением, принадлежит 26-му лёгкому и его полковнику. 22 мая 1809 года в самом начале сражения за деревню Асперн был тяжело ранен пушечным ядром, которое поразило левую ступню полковника и убило коня под ним. Пуже был вынужден оставить строй и был эвакуирован в Вену. 26 мая был заменён во главе своего полка Туссеном Кампи, бывшим адъютантом маршала Массена.
Это ранение было настолько серьёзным, что Император, сравнив его с ампутацией, дал ему дотация с Ганновера в 4000 франков и другим декретом, датированным из Шёнбрунна 30 мая 1809 года, назначил его бригадным генералом для службы во Франции. 6 июля 1809 года в сражении при Ваграме был убит пулей в лоб младший брат генерала, Шарль Пуже (фр. Charles Francois René Cailloux, dit Pouget; 19 октября 1773, Аруэ), который служил капитаном в 26-м полку.
18 июля 1809 года оставил армию, но уже 18 октября 1809 года был назначен командующим департамента Марна. 10 сентября 1811 года – командующий департамента Вогезы. 9 января 1812 года возглавил 2-ю бригаду (37-й и 124-й полки линейной пехоты) 8-й пехотной дивизии Вердье 2-го наблюдательного корпуса Эльбы маршала Удино, переименованного 1 апреля 1812 года во 2-й армейский корпус. Участвовал в Русском кампании. 11 августа 1812 года в бою при Свольне ранен штыковым ударом в левую ногу. 16 августа он сел на лошадь только с одной ногой в сапоге. В сражении 18 августа 1812 года при Полоцке захватил неприятельскую батарею из 12 пушек, был ранен пулей в левое колено и потерял лошадь, убитую под ним, после чего отправлен для лечения в Вильно. Вынужденный удалиться в Полоцк, затем в Вильно на лечение, он ещё не мог сесть на коня, как дошло до него приказание идти в Витебск, чтобы принять командование над одноименной губернией. Он подчинился, но вскоре был атакован по обоим берегам Двины, и ему пришлось отступить. Едва он прошёл четыре лье, как его атаковала колонна из 4500 русских, и, не в силах защитить себя, он 7 ноября остался во власти врага.
При первой Реставрации возвратился 25 июня 1814 года во Францию, где оставался без служебного назначения. Во время «Ста дней» присоединился к Императору и 15 апреля 1815 года назначен командующим департамента Буш-дю-Рон. После поражения при Ватерлоо возглавил гарнизоны Марселя и Тулона. Затем назначен маршалом Брюном командующим войсками и заместителем губернатора Тулона. После второй Реставрации определён 1 августа 1815 года на половинное жалование и 8 октября 1816 года вышел в отставку. После Июльской революции 1830 года возвратился к службе с назначением командующим департамента Об, но уже в 1832 году окончательно вышел в отставку и удалился в Везлиз, где и умер 17 сентября 1851 года в возрасте 84 лет.
Пуже был автором воспоминаний, опубликованных в 1895 году.

## Воинские звания
- Капитан (21 августа 1791 года);
- Командир батальона штаба (10 июля 1794 года);
- Майор (3 ноября 1803 года);
- Полковник (1 февраля 1805 года);
- Бригадный генерал (30 мая 1809 года).

## Титулы

Герб барона

- Барон Пуже и Империи (фр. baron Pouget et de l'Empire; декрет от 19 марта 1808 года, патент подтверждён 2 августа 1808 года в Бордо)[3][4].

## Награды
Легионер ордена Почётного легиона (25 марта 1804 года)
 Коммандан ордена Почётного легиона (25 декабря 1805 года)
 Кавалер Военного ордена Святого Людовика (20 августа 1814 года)
 Великий офицер ордена Почётного легиона (20 апреля 1831 года)